# Naju

Localização na Coreia do Sul

Naju é uma cidade da província de Jeolla do Sul, na Coreia do Sul. Segundo censo de 2019, havia 117 445 habitantes.